# Ioan Rus (senator)
Ioan Rus (n. 12 septembrie 1950) este un politician român, senator în Parlamentul României în mandatul 1990-1992 din partea FSN Alba.   
În cadrul activității sale parlamentare, Ioan Rus a fost membru în grupurile parlamentare de prietenie cu Regatul Thailanda, Australia și Regatul Unit al Marii Britanii și Irlandei de Nord. 
Ioan Rus este avocat și s-a remarcat ca parlamentar și secretar al comisiei de redactare a Constituției României la începutul anilor 1990.
Între perioda 1990-2000 Ioan Rus a fost avocatul Partidului Social Democrat și avocatul personal a președintelui Ion Iliescu.
Ioan Rus a fost prefect în județul Alba și președintele PSD Alba până în anul 2003 când, în urma unor scandaluri interne din organizația PSD Alba, a fost schimbat din funcție.

A revenit după 2004 la conducerea PSD Alba, dar nu a reușit să revitalizeze partidul.
Ioan Rus a fost timp de 8 ani decanul Baroului de Avocați Alba..